# Palazzo Vescovile (Istia d'Ombrone)
Il Palazzo Vescovile, noto anche come Cassero Senese, era un edificio situato nel centro storico di Istia d'Ombrone, frazione del comune di Grosseto. La sua ubicazione era di fronte al fianco sinistro della chiesa di San Salvatore.
Il palazzo fu costruito in epoca medievale, più precisamente nella prima metà del Duecento, come luogo di residenza temporanea per i vescovi della diocesi di Grosseto. Con il passaggio di Istia d'Ombrone sotto il controllo di Siena, la struttura architettonica fu trasformata in cassero con l'edificazione di una possente torre a pianta quadrata. Il luogo veniva da allora utilizzato in modo promiscuo, sia come residenza vescovile (funzione originaria) che come struttura difensiva. Rimane tuttora incerto il periodo in cui il complesso fu abbandonato, risultando tuttavia ancora in funzione in epoca rinascimentale. Attorno alla metà del Settecento l'intera struttura architettonica risultava già in rovina, con gli ultimi ruderi rimasti in piedi fino ai primi decenni del Novecento.
Del Palazzo Vescovile, di cui si sono quasi interamente perse le tracce, è stata facilmente identificabile l'ubicazione grazie ai numerosi documenti storici, alla cartografia d'epoca e alla presenza dei ruderi agli inizi del secolo scorso. Il complesso architettonico era preceduto su un lato da una cortina muraria, ove si apriva una porta ad arco tondo che immetteva in una corte interna, attorno alla quale si articolava il complesso edilizio costituito da tre corpi di fabbrica a pianta rettangolare addossati tra loro e disposti ad U. Tra di essi si elevava la torre quadrata del cassero. Le strutture murarie dell'intero complesso architettonico si presentavano interamente rivestite in pietra, con gli archi ribassati delle finestre rifiniti in laterizio.